# Max Rouquette
Pour les articles homonymes, voir Rouquette et Roquette.
Max Rouquette (en occitan Max Roqueta) est un écrivain français de langue occitane né le 8 décembre 1908 à Argelliers (Hérault) et mort le 22 juin 2005 à Montpellier.
Médecin de profession, il est l'auteur d'une œuvre foisonnante (prose, poésie, théâtre) à la dimension universelle. Écrite en occitan, cette œuvre a dû attendre les premières traductions avant d'être reconnue en France et dans de nombreux pays. Vert Paradis, un recueil de courts récits ayant pour cadre les garrigues de l'arrière-pays montpelliérain, est considéré comme son chef-d'œuvre.
À sa mort, Le Monde le décrit comme « le plus grand écrivain de langue d'oc ».

## Biographie
Joueur passionné de balle au tambourin durant sa jeunesse, il fonde en janvier 1939 la Fédération française du jeu de balle au tambourin dont il reste longtemps le président. Il signe également plusieurs ouvrages sur ce sport typique de l'est de l'Hérault. C'est lui qui est à l'origine du rapprochement entre Français et Italiens autour d'un même règlement en 1955. Il avait découvert l'existence du tamburello italien en 1954 à l'occasion d'un voyage dans le nord de l'Italie.
Parfois surnommé le « Gracq occitan », il a joué un rôle incontestable dans le maintien et la sauvegarde de la culture d’oc et de la littérature occitane. Il fit partie de l'Institut d'études occitanes qu'il présida de 1952 à 1957.
De 1962 à 2000, il est membre de l'Académie des sciences et lettres de Montpellier.
Décédé en 2005 à Montpellier, il repose au cimetière d'Argelliers.

## Postérité
Un amphithéâtre de l'université Paul-Valéry porte son nom (amphi B), ainsi que le collège de Saint-André-de-Sangonis (toujours dans l'Hérault), depuis l'année scolaire 2007-2008.
Le 6 mai 2006, la place des Arceaux de Montpellier, haut-lieu de la balle au tambourin, est rebaptisée place Max-Rouquette.
France Culture a largement contribué à faire connaître son œuvre. Le 25 juillet 1987, diffusion de Max Rouquette : Le Voyageur du silence (entretiens enregistrés à Argelliers, La Couvertoirade, Saint-Saturnin et Montpellier le 19 juillet 1986) : cette émission produite par Robert Briatte et réalisée par Janine Chollet inaugure cette année-là les programmes d'été de la station (chronique par Jean-Pierre Péroncel-Hugoz dans Le Monde daté du dimanche 19 juillet 1987). Le 27 octobre 1990, diffusion de l'émission Le Bon Plaisir de Max Rouquette, produite et réalisée par Madeleine Attal. Enfin, le 9 avril 2002, diffusion de Max Rouquette, le berger des étoiles, une émission de Surpris par la nuit produite par Catherine Soullard.

## Œuvres

### Prose en occitan traduite en français
- Verd paradís - Vert paradis (éditions du Rocher), 1961
- Lo Grand Teatre de Dieu (Verd paradís III)  - Le Grand Théâtre de Dieu (éditions de Paris), 1986
- Las Canas de Midàs (Verd paradís V)  - Les Roseaux de Midas (éditions de Paris), 1990
- La Cèrca de Pendariès - La Quête de Pendariès (éditions du Trabucaire), 1996
- Lo Corbatàs Roge. Novèlas ineditas en occitan - Le Corbeau rouge (éditions de Paris), 1997
- Tota la Sabla de la Mar  - Tout le sable de la mer (éditions du Trabucaire), 1997
- Lo Libre de Sara (Verd paradís VI) - Le Livre de Sara (éditions de Paris), 2008
- Ils sont les bergers des étoiles (éditions du Rocher)

### Prose en occitan
- Verd Paradis II, 1974
- L'uòlh del cat  (Verd paradís IV)  (IEO éditions), 1987
- Mièja-Gauta (éditions du Trabucaire)

### Poésie, éditions bilingues
- Los Saumes de la nuòch - Les psaumes de la nuit (éditions Obsidiane), 1942
- Lo Maucòr de l'unicòrn - Le tourment de la licorne (éditions Domens), 1992
- D'aicí mil ans de lutz - À mille années-lumière (éditions Jorn), 1995
- Déserts : L'arrière pays, 1995.
- Bestiari - Bestiaire (Atlantica), 2000
- Bestiari II - Bestiaire II (éditions Fédérop), 2005
- Poèmas de pròsa - Poèmes en prose (éditions Fédérop), 2008

### Poésie en occitan
- Sòmnis dau matin, 1937
- La Pietat dau matin, 1963

### Théâtre
- Lo metge de Cucunhan. Farce en un acte, 1957 - Le médecin de Cucugnan , 1995
- Lo miralhet. Seguit del Pater als ases, 1985
- Medelha, Drama, 1987 - Médée : Drame  (éditions Espaces 34), 1992
- Lo glossari , 1985 - Le Glossaire (éditions Espaces 34), 1995
- L'épopée de Pappa Popov (éditions Domens)

### Avec des photographes
- Le Lac du Salagou, photos de Georges Souche (éditions Bibliothèque 42)
- Larzac, photos de Georges Souche (éditions Cardabelle)
- Le Bout du monde, photos de Bernard Plossu (éditions du Rocher)
- Le Jeu de Balle au Tambourin Photographies de Charles Camberoque, préface de Max Rouquette (Editions Bibliothèque 42 1998)

## Décorations
- Commandeur de l'ordre des Arts et des Lettres Il est fait commandeur le 15 novembre 1996[4].